# Gewone wilgmineermot
De gewone wilgenmineermot of boswilgmineermot (Stigmella salicis) is een vlinder uit de familie dwergmineermotten (Nepticulidae). De wetenschappelijke naam is voor het eerst geldig gepubliceerd in 1854 door Stainton. Breedbladige wilgen (Salix aurita, S. caprea, S. cinerea, S. phylicifolia en hun bastaarden) zijn de belangrijkste waardplanten. 

## Kenmerken
De spanwijdte is 4 tot 6 mm. De dikke rechtopstaande haren op de koptop zijn ijzerhoudend oranje. De kraag is bleker. De voorvleugels zijn bruinachtig grijs of donker bruinachtig grijs, met een zwakke paarse tint en enigszins besprenkeld met lichtgeel; een okerwitachtige, vrij schuine band voorbij het midden; het gebied bij de vleugelpunt daarachter is soms zwarter; de buitenste helft van de franje is okerwit. De achtervleugels zijn grijs.
Deze vlinder heeft twee generaties per jaar. In Groot-Brittannië vliegen volwassenen van april tot mei en van juli tot augustus. 

## Levenswijze
Ei
Eitjes worden aan de onderkant van een ruwbladig wilgenbladeren gelegd, meestal verborgen in het dons dicht bij een bladnerf en zijn te vinden in mei en augustus tot september.
Larve
Ze ontginnen de bladeren van hun waardplant, in een gang die variabel en sterk verwrongen kan zijn. De mijn begint relatief breed en is aanvankelijk bijna gevuld met frass. Later zijn er duidelijke randen en wordt de frass gebroken. De mijn kan een bladrand volgen, een bladnerf of sterk verwrongen zijn. Het wordt later breder om een blaas te vormen, of indien sterk verwrongen met 'S'-bochten, een valse blaas.
Mijnen op de smalbladige wilgen zijn soms moeilijk te onderscheiden van die van de schietwilgmineermot (Stigmella obliquella).
Pop
De pop zit in een geelbruine cocon die in detritus is gesponnen en is te vinden in juli en augustus en van november tot april.

## Voorkomen
De soort komt voor in Europa (behalve in IJsland en Griekenland).